# John Campbell, 1. Baron Campbell

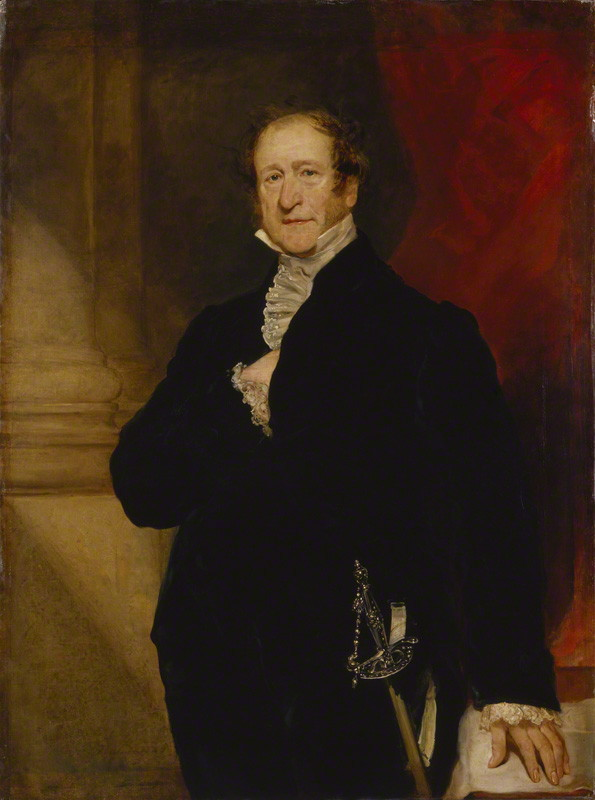
John Campbell, 1. Baron Campbell

John Campbell, 1. Baron Campbell, PC (* 17. September 1779 in Cupar; † 24. Juni 1861 in London) war ein britischer Politiker und Jurist.

## Leben
Campbell war der zweite Sohn des Pfarrers George Campbell und studierte an der University of St Andrews. Im Jahre 1806 wurde er zum Anwalt in den Lincoln’s Inn, eine der vier Anwaltskammern in London, berufen. 1827 wurde er zum Kronanwalt ernannt.
Campbell wurde 1830 Mitglied des House of Commons und blieb es bis 1841. Während dieser Zeit war er zeitweise Solictor General und Attorney General. Auch brachte er diverse Gesetze zur Modernisierung des britischen Rechts, insbesondere des Erbrechts, in den parlamentarischen Prozess ein.
Im Juni des Jahres 1841 wurde er als Baron Campbell, of St Andrews in the County of Fife, in den erblichen Adelsstand erhoben und war kurzzeitig Lordkanzler von Irland.:xvii Vom 5. März 1850 bis zum 24. Juni 1859 war er Lord Chief Justice of England and Wales. Im selben Jahr wurde er zum Lordkanzler des Vereinigten Königreiches in der Regierung Palmerston ernannt. Er hatte dieses Amt bis zu seinem Tode im Jahre 1861 inne.
Mitte der 1840er Jahre sah das Parlament die Notwendigkeit, Opfer von Eisenbahnunfällen angemessen zu entschädigen, was das Common Law damals nur unzureichend leistete. John Campbell brachte den entsprechenden Gesetzentwurf ein, der dann zum Fatal Accidents Act 1846 führte und auch als Lord Campbell's Act bezeichnet wurde.
Neben seiner juristischen und politischen Tätigkeit war Campbell auch schriftstellerisch tätig. Er veröffentlichte zwei mehrbändige Werke über die Lebensläufe der Lordkanzler und der Chief Justices of England.

## Familie
Lord Campbell heiratete 1821 Mary Elizabeth, Tochter von James Scarlett, 1. Baron Abinger. Diese wurde 1836 in Anerkennung der Verdienste ihres Mannes zur Baroness Stratheden, of Cupar in the County of Fife, erhoben. Das Ehepaar hatte drei Söhne und vier Töchter. Erbe beider Titel wurde der älteste Sohn William.